# Aloe seretii
Aloe seretii ist eine Pflanzenart der Gattung der Aloen in der Unterfamilie der Affodillgewächse (Asphodeloideae). Das Artepitheton seretii ehrt den belgischen Forstbeamten Felix Seret.

## Beschreibung

### Vegetative Merkmale
Aloe seretii wächst stammlos oder kurz stammbildend, sprosst und bildet dichte Gruppen. Die etwa 16 lanzettlich verschmälerten Laubblätter bilden eine dichte Rosette. Die graubläulichgrüne, rötlich überhauchte Blattspreite ist bis 40 Zentimeter lang und 6 bis 7 Zentimeter breit. Gelegentlich sind undeutliche trübweiße Flecken vorhanden. Die stechenden, weißen, rötlich braun gespitzten Zähne am Blattrand sind 3 bis 4 Millimeter lang und stehen 8 bis 10 Millimeter voneinander entfernt.

### Blütenstände und Blüten
Der Blütenstand weist drei Zweige auf und erreicht eine Länge von 60 bis 70 Zentimeter. Die dichten, zylindrisch-konischen Trauben sind 15 bis 20 Zentimeter lang und 5 bis 6 Zentimeter breit. Die eiförmig-spitzen, rosafarbenen, fleischigen Brakteen weisen eine Länge von 9 bis 15 Millimeter auf und sind 5 bis 10 Millimeter breit. Die trüb bis leuchtend scharlachroten Blüten  stehen an 14 bis 18 Millimeter langen Blütenstielen. Sie sind 28 bis 33 Millimeter lang und an der Basis kurz verschmälert. Auf Höhe des Fruchtknotens weisen die Blüten einen Durchmesser von 7 Millimeter auf. Darüber sind sie sehr leicht verengt. Ihre äußeren Perigonblätter sind auf einer Länge von 9 bis 10 Millimetern nicht miteinander verwachsen. Die Staubblätter und der Griffel ragen 3 bis 4 Millimeter aus der Blüte heraus.

## Systematik und Verbreitung
Aloe seretii ist in Zaire auf Granitvorkommen im Grasland verbreitet.
Die Erstbeschreibung durch Émile Auguste Joseph De Wildeman wurde 1921 veröffentlicht.

## Nachweise